# Asiatiska mästerskapet i fotboll för damer
Asiatiska mästerskapet i fotboll för damer anordnas av AFC och fungerar även som kval till VM.
Turneringen startades av Asian Ladies Football Confederation (ALFC), den del av AFC som ansvarar för damfotbollen. Den första turneringen spelades 1975 och har sedan spelats vartannat år, förutom ett tag under 1980-talet då turneringen spelades vart tredje år. ALFC var ursprungligen en separate organisation men uppgick 1986 i AFC .
Turneringen har dominerats av lag från Stillahavsregionen, och Folkrepubliken Kina vann mellan åren 1986-1989 sju raka titlar. Även Taiwan och Nordkorea har varit framgångsrika. De två senaste turneringarna har vunnits av Japan.

## Resultat
| År   | Värdnation       | Final            | Final                     | Final            | Match om tredjepris          | Match om tredjepris | Match om tredjepris |
| År   | Värdnation       | Vinnare          | Resultat                  | Tvåa             | Trea                         | Resultat            | Fyra                |
| ---- | ---------------- | ---------------- | ------------------------- | ---------------- | ---------------------------- | ------------------- | ------------------- |
| 1975 | Hongkong         | Nya Zeeland      | 3 – 1                     | Thailand         | Australien                   | 5 – 0               | Malaysia            |
| 1977 | Republiken Kina  | Republiken Kina  | 3 – 1                     | Thailand         | Singapore                    | 2 – 0               | Indonesien          |
| 1980 | Indonesien       | Kinesiska Taipei | 2 – 0                     | Indien Syd       | Hongkong · Western Australia |                     |                     |
| 1981 | Hongkong         | Kinesiska Taipei | 5 – 0                     | Thailand         | Indien                       | 2 – 0               | Hongkong            |
| 1983 | Thailand         | Thailand         | 3 – 0                     | Indien           | Singapore                    | 0 – 0 (5 – 4 str.)  | Japan               |
| 1986 | Hongkong         | Kina             | 2 – 0                     | Japan            | Thailand                     | 3 – 0               | Indonesien          |
| 1989 | Hongkong         | Kina             | 1 – 0                     | Kinesiska Taipei | Japan                        | 3 – 1               | Hongkong            |
| 1991 | Japan            | Kina             | 5 – 0                     | Japan            | Kinesiska Taipei             | 0 – 0 (5 – 4 str.)  | Nordkorea           |
| 1993 | Malaysia         | Kina             | 3 – 0                     | Nordkorea        | Japan                        | 3 – 0               | Kinesiska Taipei    |
| 1995 | Malaysia         | Kina             | 2 – 0                     | Japan            | Kinesiska Taipei             | 0 – 0 (3 – 0 str.)  | Sydkorea            |
| 1997 | Kina             | Kina             | 2 – 0                     | Nordkorea        | Japan                        | 2 – 0               | Kinesiska Taipei    |
| 1999 | Filippinerna     | Kina             | 3 – 0                     | Kinesiska Taipei | Nordkorea                    | 3 – 2               | Japan               |
| 2001 | Kinesiska Taipei | Nordkorea        | 2 – 0                     | Japan            | Kina                         | 8 – 0               | Sydkorea            |
| 2003 | Thailand         | Nordkorea        | 2 – 1 (e.f.)              | Kina             | Sydkorea                     | 1 – 0               | Japan               |
| 2006 | Australien       | Kina             | 2 – 2 (e.f.) (4 – 2 str.) | Australien       | Nordkorea                    | 3 – 2               | Japan               |
| 2008 | Vietnam          | Nordkorea        | 2 – 1                     | Kina             | Japan                        | 3 – 0               | Australien          |
| 2010 | Kina             | Australien       | 1 – 1 (e.f.) (5 – 4 str.) | Nordkorea        | Japan                        | 2 – 0               | Kina                |
| 2014 | Vietnam          | Japan            | 1 – 0                     | Australien       | Kina                         | 2 – 1               | Sydkorea            |
| 2018 | Jordanien        | Japan            | 1 – 0                     | Australien       | Kina                         | 3 – 1               | Thailand            |
| 2022 |                  |                  | –                         |                  |                              | –                   |                     |

1. Kina  2. Sydkorea

## Resultat efter nation
| Nr | Nation           | Förstaplatser | Andraplatser | Tredjeplatser | Fjärdeplatser |
| -- | ---------------- | ------------- | ------------ | ------------- | ------------- |
| 1  | Kina             | 8             | 2            | 3             | 1             |
| 2  | Kinesiska Taipei | 3             | 2            | 2             | 2             |
| 3  | Nordkorea        | 3             | 2            | 2             | 1             |
| 4  | Japan            | 2             | 4            | 5             | 4             |
| 5  | Thailand         | 1             | 3            | 1             | 1             |
| 5  | Australien       | 1             | 3            | 1             | 1             |
| 7  | Nya Zeeland      | 1             | 0            | 0             | 0             |
| 8  | Indien           | 0             | 2            | 0             | 1             |
| 9  | Sydkorea         | 0             | 0            | 2             | 2             |
| 10 | Hongkong         | 0             | 0            | 1             | 2             |
| 11 | Indonesien       | 0             | 0            | 0             | 2             |
| 12 | Malaysia         | 0             | 0            | 0             | 1             |